# 向宗哲
向宗哲（1497年—？年），字汝賢，號龍溪，四川成都府資縣人，民籍，治《易經》，明朝政治人物。

## 生平
嘉靖十年（1531年）辛卯科四川鄉試第八名举人。嘉靖十四年（1535年），登乙未科第三甲第七十五名進士。历官工部都水清吏司主事，榷税荆州，升郎中，督修南京太庙。累官兵备副使。

## 家族
曾祖向敬，曾任知府；祖父向璽，曾任同知；父向艾。母蔡氏。